# مولکول سه‌اتمی
مولکول سه‌اتمی مولکول هایی هستند که از سه اتم تشکیل شده‌اند ، از عناصر شیمیایی یکسان یا متفاوت. مثالها عبارتند از H 2 O ، CO 2 (در تصویر) و HCN .

دی اکسید کربن

## ارتعاشات مولکولی
حالت های ارتعاشی یک مولکول را می توان در موارد خاص تعیین کرد.

### مولکول های خطی متقارن
یک مولکول خطی متقارن ABA می تواند انجام دهد:
- ارتعاشات طولی آنتی نامتقارن با فرکانس

{\displaystyle \omega _{a}={\sqrt {\frac {k_{1}M}{m_{A}m_{B}}}}}
- ارتعاشات طولی متقارن با فرکانس

{\displaystyle \omega _{s1}={\sqrt {\frac {k_{1}}{m_{A}}}}}
- ارتعاشات عرضی متقارن با فرکانس

{\displaystyle \omega _{s2}={\sqrt {\frac {2k_{2}M}{m_{A}m_{B}}}}}
در فرمول های قبلی ، M مجموع جرم مولکول است ، m A و m B جرم عناصر A و B است ، k 1 و k 2 ثابتهای مولکول در امتداد محور و عمود بر آن هستند.

## انواع

### هم هسته ای
مولکولهای سه‌اتمی  شامل سه نوع یک اتم هستند. این مولکول یک دگرشکلی آن عنصر خواهد بود.

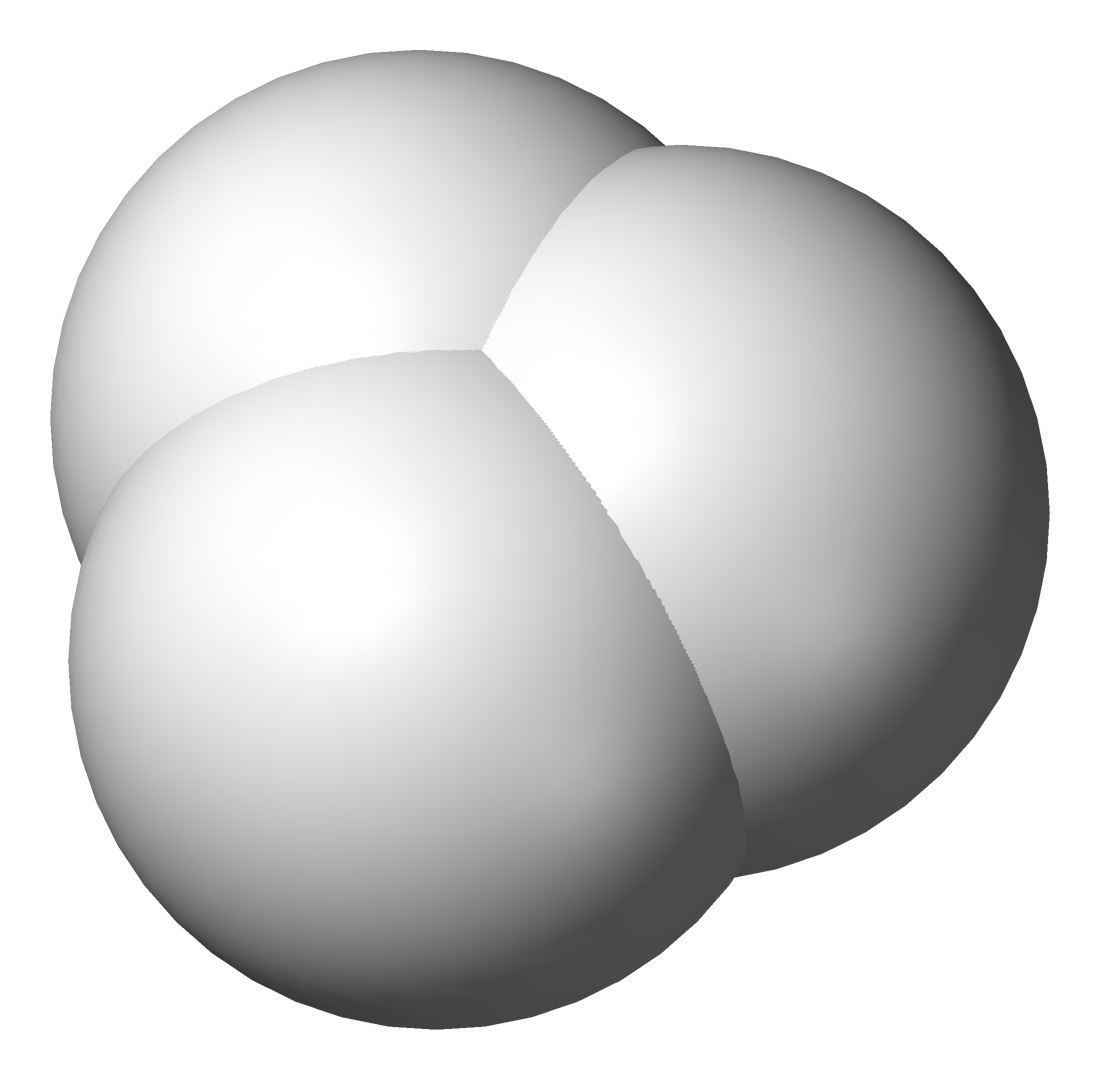
کاتیون تری هیدروژن

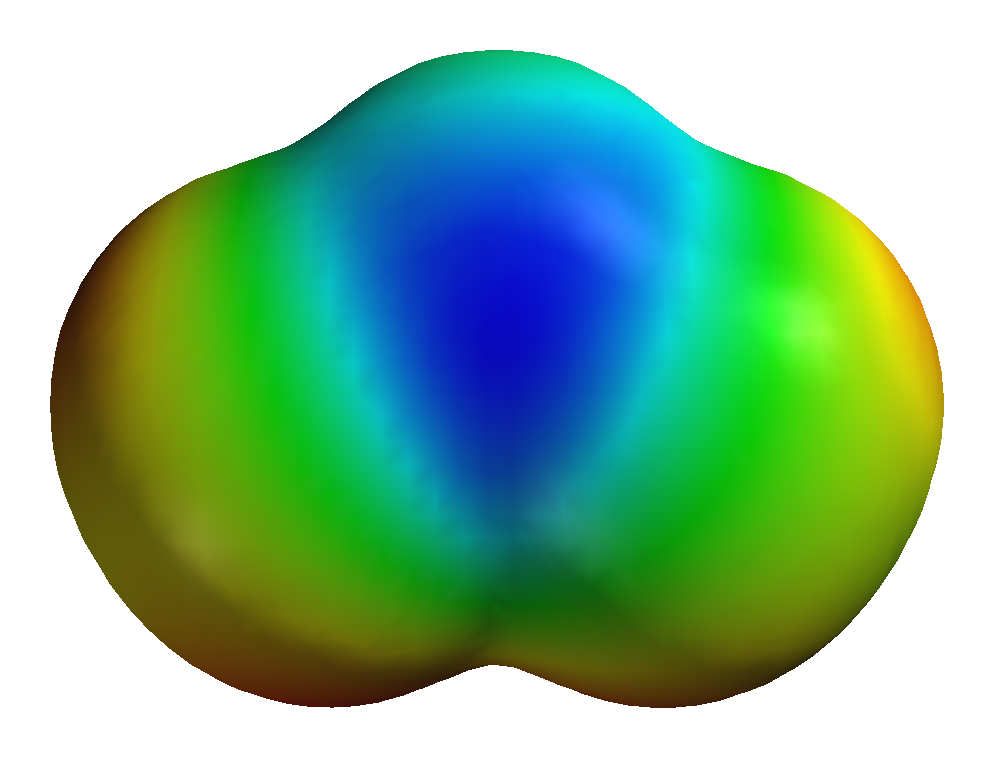
ازون

ازون ، O 3 نمونه ای از یک مولکول سه‌اتمی با تمام اتم ها یکسان است. هیدروژن سه اتمی ، H 3، ناپایدار است . H 3 + از کاتیون تری‌هیدروژن پایدار به خودی خود و متقارن است. 4 و 3 ، تریمر هلیوم فقط با نیروی واندروالسی ضعیف است و در حالت ایفیموف قرار دارد .  تری‌سولفور (S 3 ) مشابه ازون است.

## هندسه
تمام مولکولهای سه‌اتمی ممکن است به عنوان یک هندسه خطی ، خم یا چرخه ای طبقه بندی شوند.

### خطی
هندسه مولکول خطی سه‌اتمی به SP و یا SP خود 3 D اتم مرکزی است. مولکول های پیراتومیک خطی شناخته شده شامل دی اکسید کربن (CO 2 ) و هیدروژن سیانید (HCN) است.
زنون دیفلوئورید (XeF 2 ) یکی از نمونه های نادر یک مولکول سه‌اتمی خطی است که دارای جفت الکترون غیر پیوندی در اتم مرکزی است.